# Kirchheim (Euskirchen)
Kirchheim este o localitate cu ca. 2.700 locuitori ce aparține de orașul Euskirchen. In imediata apropiere a localității se află Barajul Steinbach (NRW).